# Thouarsais
Pour les articles homonymes, voir Thouarsais (homonymie).
Le  Thouarsais   est une région naturelle de France située en Nouvelle-Aquitaine, au nord du département des Deux-Sèvres.

## Géographie

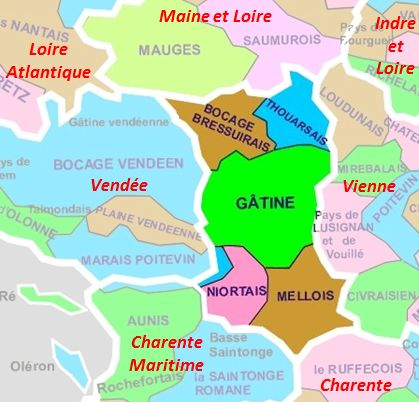
Les régions naturelles du département des Seux-Sèvres

### Situation
Le pays traditionnel du Thouarsais est situé au nord du département des Deux-Sèvres. C’est la ville de Thouars qui lui a donné son nom. Il est entouré par les régions naturelles suivantes :
- Au nord par le Saumurois.
- A l’est par le Loudunais.
- Au sud par la Gâtine.
- A l’ouest par le Bocage bressuirais.